# FFH-Gebiet Untere Schwentine

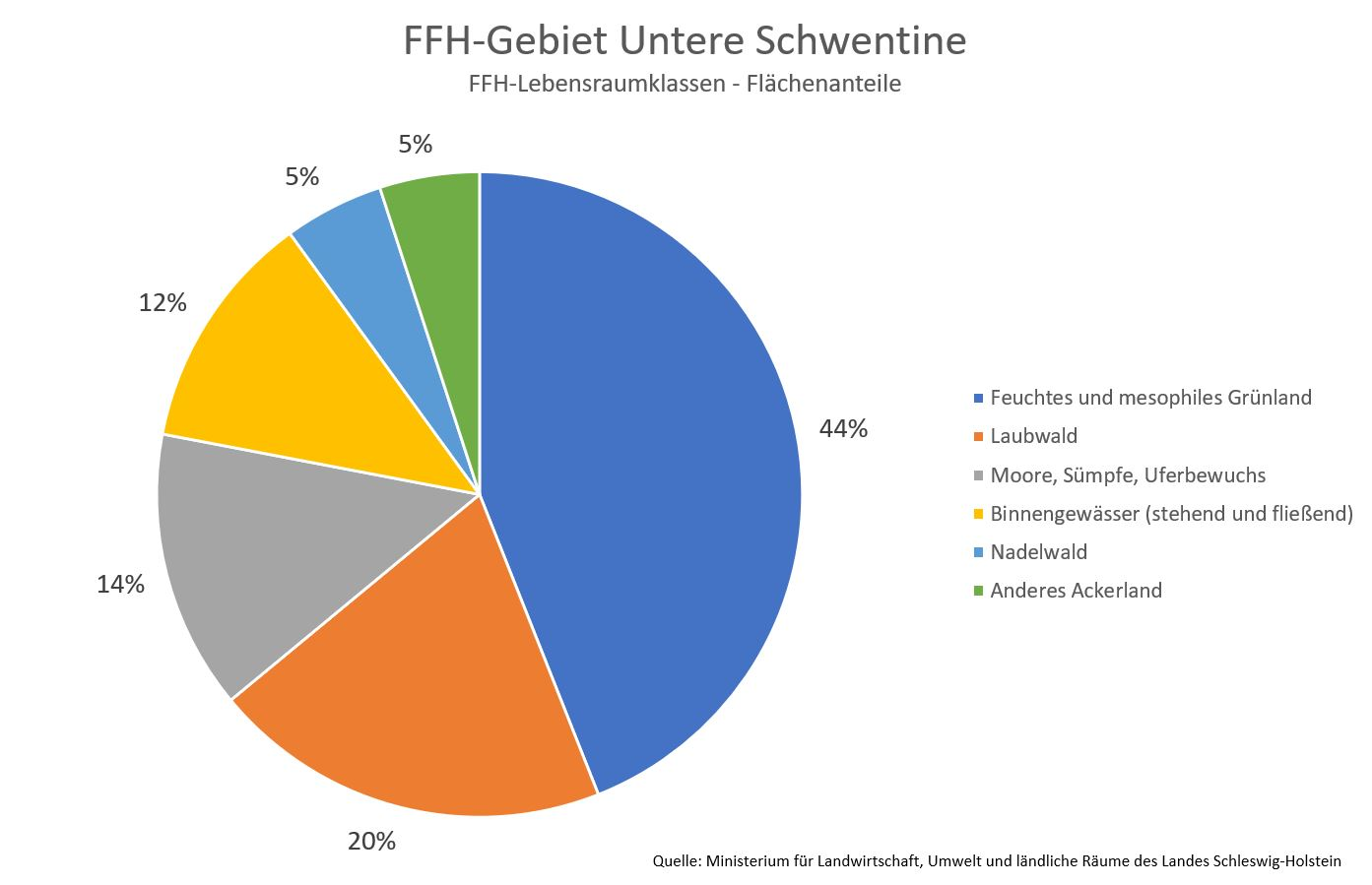
Diagramm 1ː FFH-Lebensraumklassen im FFH-Gebiet Untere Schwentine

Das FFH-Gebiet Untere Schwentine ist ein NATURA 2000-Schutzgebiet in Schleswig-Holstein im Kreis Plön in den Gemeinden Preetz, Schwentinental, Lehmkuhlen, Rastorf, Schönkirchen und der Landeshauptstadt Kiel. Der links der Schwentine liegende Teil des FFH-Gebietes liegt im Naturraum „Moränengebiet der Oberen Eider“ (Landschafts-ID 70208) und der rechts der Schwentine liegende Teil liegt im Naturraum „Probstei und Selenter See-Gebiet“ (Landschafts-ID 70202) in der Haupteinheit „Ostholsteinisches Hügelland“. Diese ist wiederum Teil der Naturräumlichen Großregion 2. Ordnung Schleswig-Holsteinisches Hügelland. Das Bundesamt für Naturschutz (BfN) rechnet das FFH-Gebiet in seinem Landschaftssteckbrief zur Landschaft Kiel.
Das FFH-Gebiet Untere Schwentine hat eine Größe von 451 Hektar. Die größte Ausdehnung des FFH-Gebietes beträgt 12 Kilometer in Nordwestrichtung. Es liegt im Flusssystem der Schwentine zwischen Preetz und Klausdorf und stellt damit nur einen kleinen Teil des Flusssystems der Schwentine dar, siehe Bild 1. Die höchste Erhebung mit 46,5 Meter über Normalhöhennull (NHN) befindet sich nahe des Mühlenwegs in der Gemeinde Rastorf östlich der Schwentine, der niedrigste Punkt liegt auf Meereshöhe am Nordende des FFH-Gebietes, siehe Karte 1.
Das FFH-Gebiet besteht knapp zur Hälfte aus der FFH-Lebensraumklasse Feuchtes und mesophiles Grünland und zu einem Fünftel aus Laubwald. Der Rest verteilt sich auf Binnengewässer, Moore, Sümpfe, Ackerland und Nadelwald, siehe Diagramm 1. Bei den Binnengewässern handelt es sich zum überwiegenden Teil um das Fließgewässer Schwentine. An der Oppendorfer Mühle in Rosenfeld (Lage) und an der Rastorfer Mühle (Lage) ist die Schwentine jeweils durch ein Wehr aufgestaut. Darin befindet sich jeweils ein Flusskraftwerk.

## FFH-Gebietsgeschichte und Naturschutzumgebung
Der NATURA 2000-Standard-Datenbogen (SDB) für dieses FFH-Gebiet wurde im Februar 2006 vom Landesamt für Landwirtschaft, Umwelt und ländliche Räume (LLUR) des Landes Schleswig-Holstein erstellt, im September 2004 als Gebiet von gemeinschaftlicher Bedeutung (GGB) vorgeschlagen, im November 2007 von der EU als GGB bestätigt und im Januar 2010 national nach § 32 Absatz 2 bis 4 BNatSchG in Verbindung mit § 23 LNatSchG als besonderes Erhaltungsgebiet (BEG) bestätigt. Der SDB wurde zuletzt im Mai 2017 aktualisiert.
Es wurden zwei Managementpläne für das FFH-Gebiet erstellt. Der für das Teilgebiet Süd wurde im Februar 2013 veröffentlicht. Dessen Geltungsbereich umfasst die Flächen von Preetz im Süden bis Rosenfeld im Norden. Der Managementplan für das Teilgebiet Nord wurde am 22. Dezember 2017 veröffentlicht. Dieser behandelt die Flächen von Rosenfeld im Süden bis kurz vor der Mündung der Schwentine in die Kieler Förde im Norden.
Im Zentrum des FFH-Gebietes Untere Schwentine zwischen der Oppendorfer Mühle im Norden und der Rastorfer Mühle im Süden liegt das am 24. August 1984 gegründete Naturschutzgebiet „Altarm der Schwentine“. Bis auf das Süd- und das Nordende liegt das FFH-Gebiet im im Jahre 1927 gegründeten Landschaftsschutzgebiet „Schwentinetal im Kreis Plön im Verlauf vom Stadtgebiet Preetz bis an die Stadtgrenze von Kiel“. Im FFH-Gebiet liegen Teile des landesweiten Biotopverbundsystems, wie die Hauptverbundachse 2134 „Schwentine“ und der Schwerpunktbereich 1322.

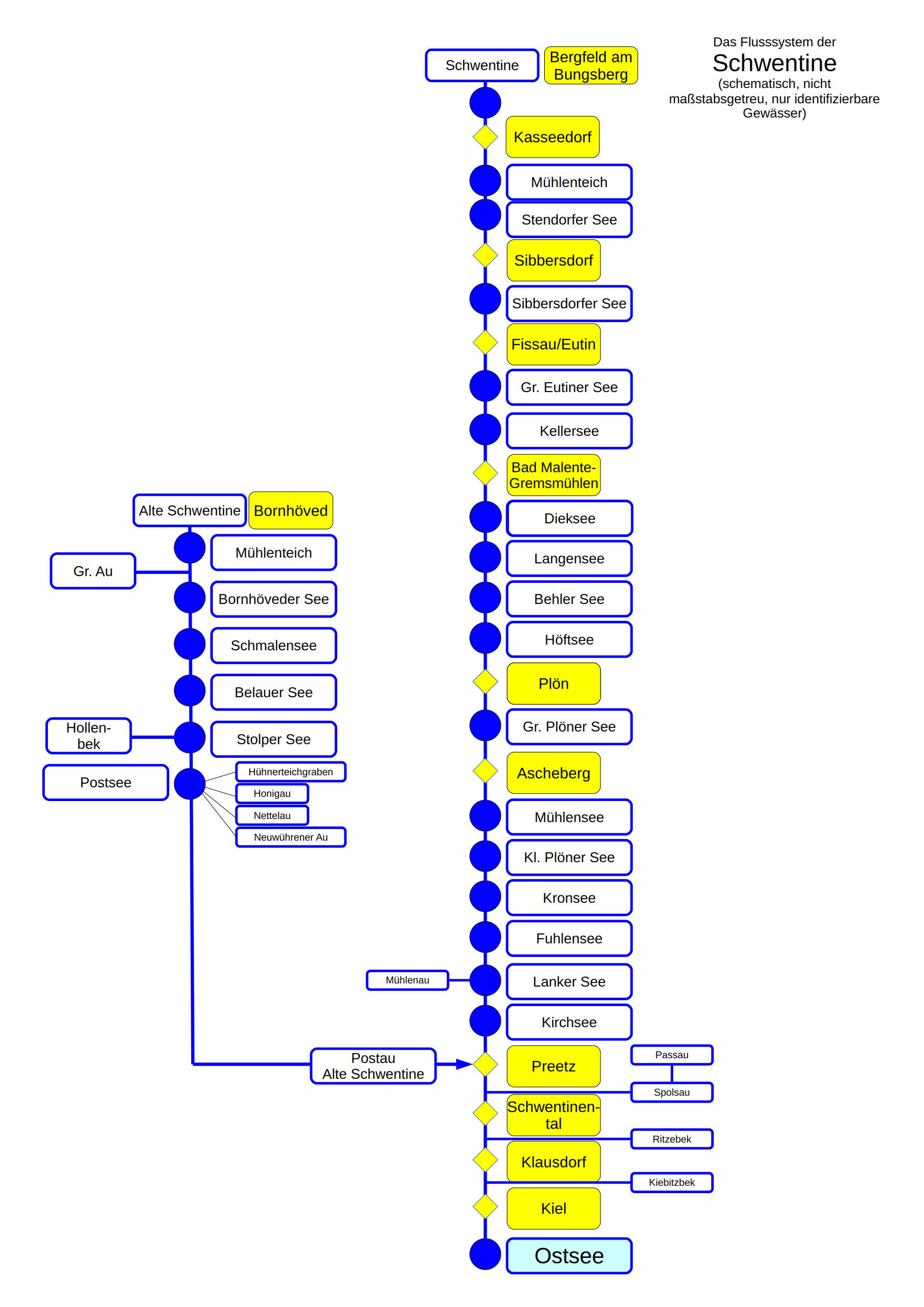
Diagramm 2ː Flusssystem der Schwentine

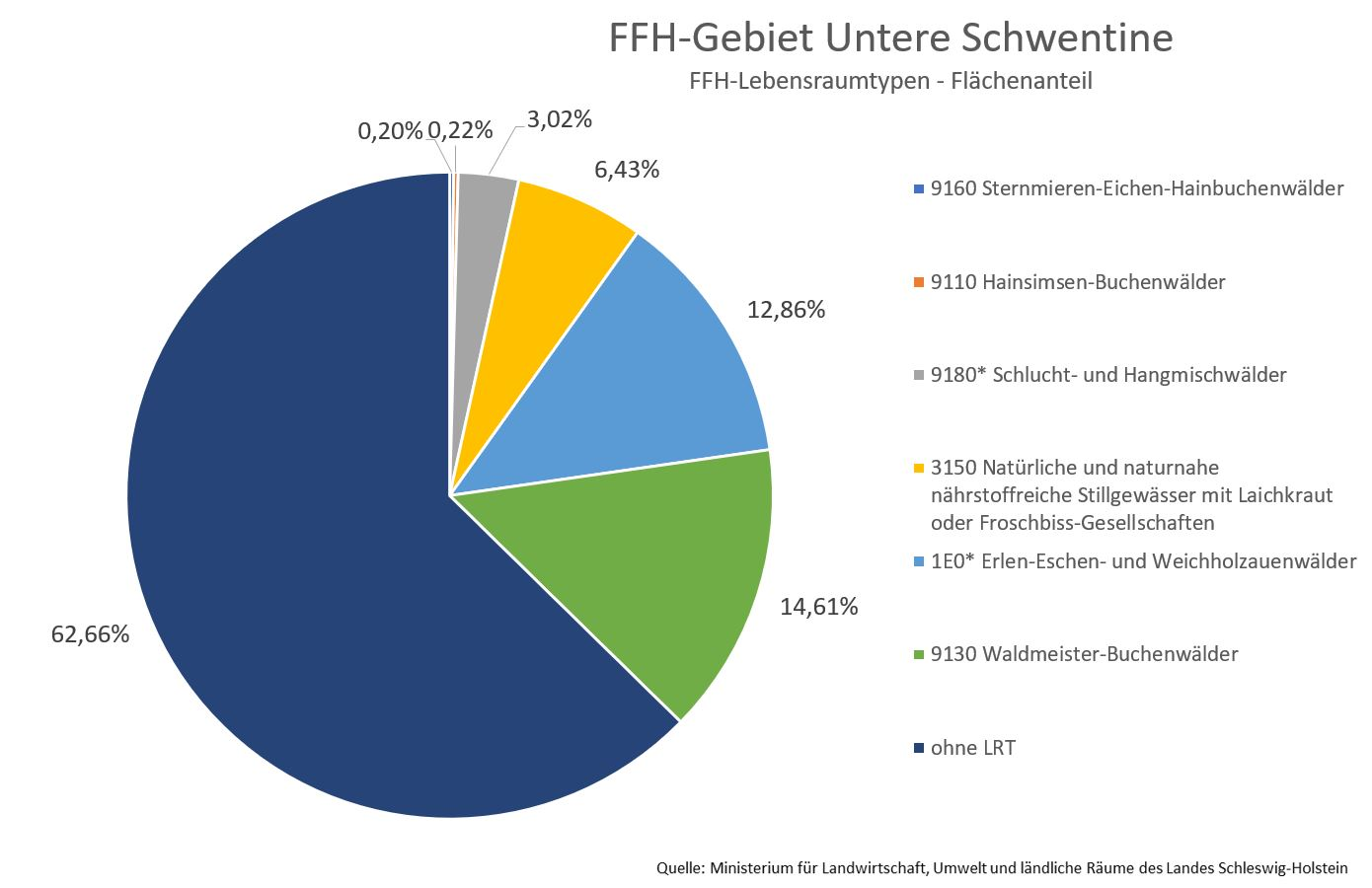
Diagramm 3ː FFH-Lebensraumtypen im FFH-Gebiet Untere Schwentine

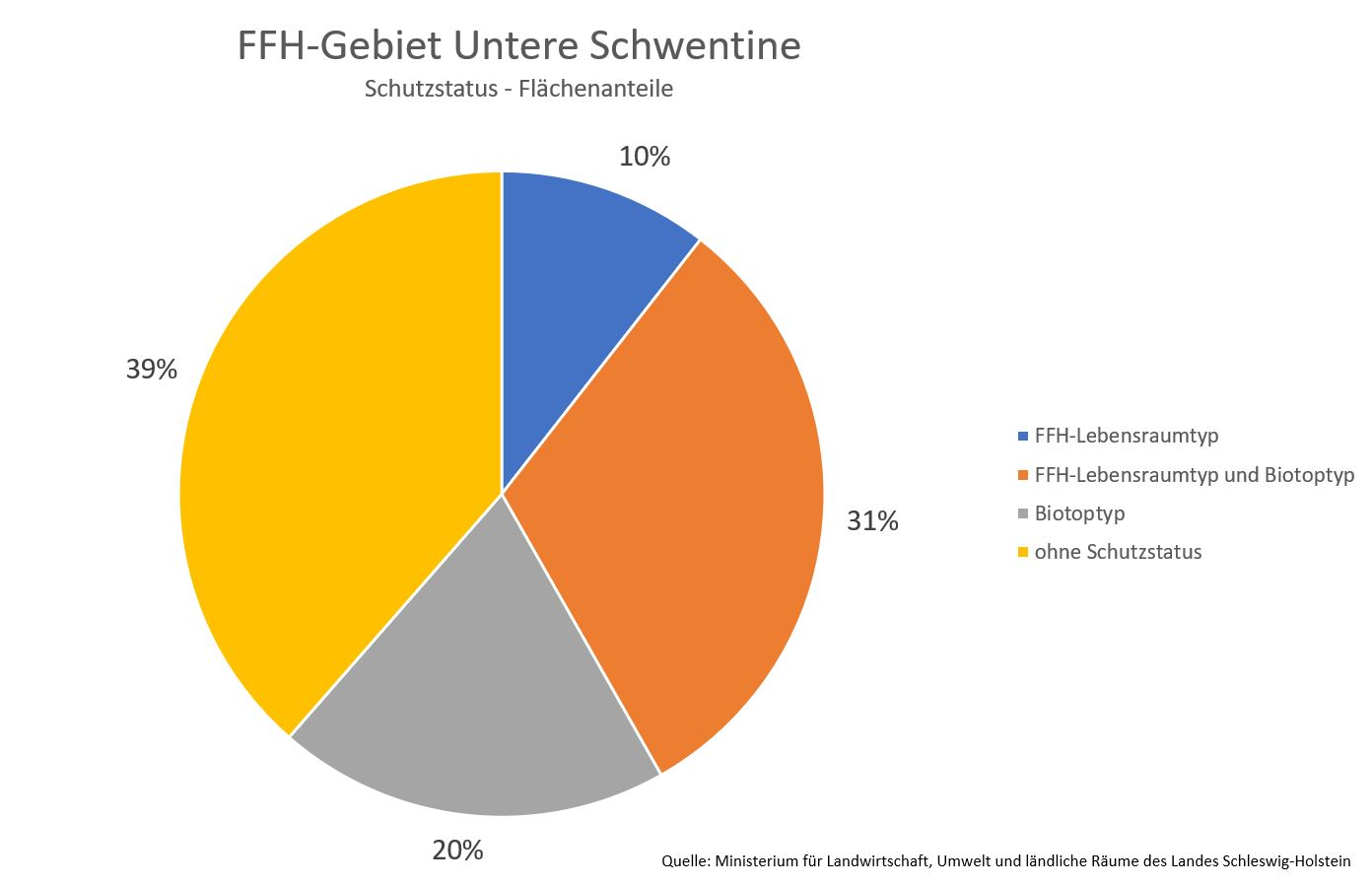
Diagramm 4ː Schutzstati im FFH-Gebiet Untere Schwentine

Mit der Gebietsbetreuung des Naturschutzgebietes „Altarm der Schwentine“ wurde nach § 20 LNatSchG durch das LLUR der Naturschutzbund Deutschland, Landesverband Schleswig-Holstein betraut.

## FFH-Erhaltungsgegenstand
Laut Standard-Datenbogen vom Mai 2017 sind folgende FFH-Lebensraumtypen (LRT) und Arten als FFH-Erhaltungsgegenstände mit den entsprechenden Beurteilungen zum Erhaltungszustand der Umweltbehörde der Europäischen Union gemeldet worden (Gebräuchliche Kurzbezeichnung (BfN)):
FFH-Lebensraumtypen nach Anhang I der EU-Richtlinie:
- 3150 Natürliche und naturnahe nährstoffreiche Stillgewässer mit Laichkraut oder Froschbiss-Gesellschaften (Gesamtbeurteilung C)[19]
- 9110 Hainsimsen-Buchenwälder (Gesamtbeurteilung C)[20]
- 9130 Waldmeister-Buchenwälder (Gesamtbeurteilung B)[21]
- 9160 Sternmieren-Eichen-Hainbuchenwälder (Gesamtbeurteilung B)[22]
- 9180* Schlucht- und Hangmischwälder (Gesamtbeurteilung B)[23]
- 91E0* Erlen-Eschen- und Weichholzauenwälder (Gesamtbeurteilung B)[24]

Arten gemäß Artikel 4 der Richtlinie 2009/147/EG und Anhang II der Richtlinie 92/43/EWG und diesbezügliche Beurteilung des Gebiets:
- 1149 Steinbeißer (Gesamtbeurteilung C)[26]
- 1166 Kammmolch (Gesamtbeurteilung B)[27]
- 1355 Fischotter (Gesamtbeurteilung C)[28]
- 1318 Teichfledermaus (Gesamtbeurteilung A)[29]
- 1016 Bauchige Windelschnecke (Gesamtbeurteilung B)[30]
- 1084 Eremit (Käfer) (Gesamtbeurteilung B)[31]
- 1032 Bachmuschel (Gesamtbeurteilung C)[32]

Die Angaben der im Gebiet vorhandenen FFH-Lebensraumtypen haben sich seit dem Jahre 2013 stark verändert, siehe Tabelle 1. Die FFH-Lebensraumtypen 3260 Fließgewässer mit flutender Wasservegetation, 6430 Feuchte Hochstaudenfluren und 7140 Übergangs- und Schwingrasenmoore tauchen im aktuellen Standarddatenbogen nicht mehr auf. Für das Teilgebiet Nord werden im zugehörigen Managementplan keine gesonderten Angaben gemacht. Die FFH-Lebensraumtypen 6430 Feuchte Hochstaudenfluren, 6510 Magere Flachland-Mähwiesen sind in der aktuellen Biotopkartierung immer noch vertreten (Stand November 2023). Die mageren Flachlandmähwiesen (6510) konzentrieren sich in ihrem Vorkommen im FFH-Gebiet um den Totenredder herum.
| FFH-Lebensraumtyp                                                                                         | Fläche MP TG Süd (Preetz bis Rosensee) (Februar 2013) [ha] | Fläche MP TG Nord [ha] | SDB (Mai 2017) [ha] | Biotopkartierung Stand November 2023 |
| --- | ---------------------------------------------------------- | ---------------------- | ------------------- | ------------------------------------ |
| 3150 Natürliche und naturnahe nährstoffreiche Stillgewässer mit Laichkraut oder Froschbiss-Gesellschaften | 37                                                         | k. A.                  | 29                  | 33,7                                 |
| 3260 Fließgewässer mit flutender Wasservegetation                                                         | 22                                                         | k. A.                  | -                   | -                                    |
| 6430 Feuchte Hochstaudenfluren                                                                            | 5                                                          | k. A.                  | -                   | 0,3                                  |
| 6510 Magere Flachland-Mähwiesen                                                                           | -                                                          | k. A.                  | -                   | 5,4                                  |
| 7140 Übergangs- und Schwingrasenmoore                                                                     | 10                                                         | k. A.                  | -                   | -                                    |
| 9110 Hainsimsen-Buchenwälder                                                                              | -                                                          | k. A.                  | 1                   | 2                                    |
| 9130 Waldmeister-Buchenwälder                                                                             | 21                                                         | k. A.                  | 65,9                | 77,4                                 |
| 9160 Sternmieren-Eichen-Hainbuchenwälder                                                                  | 3                                                          | k. A.                  | 0,9                 | 1,7                                  |
| 9180* Schlucht- und Hangmischwälder                                                                       | 2                                                          | k. A.                  | 13,6                | 2,8                                  |
| 91E0* Erlen-Eschen- und Weichholzauenwälder                                                               | 2                                                          | k. A.                  | 58                  | 64,9                                 |

Neben den Flächen mit FFH-Lebensraumtypen ist ein Fünftel der FFH-Gebietsfläche mit gesetzlich geschützten Biotoptypen bedeckt. Gut ein Drittel der FFH-Gebietsfläche hat keinen dieser beiden Schutzstati, siehe Diagramm 4.

## FFH-Erhaltungsziele
Aus den oben aufgeführten FFH-Erhaltungsgegenständen werden als FFH-Erhaltungsziele von besonderer Bedeutung die Erhaltung folgender Lebensraumtypen und Arten im FFH-Gebiet vom Ministerium für Energiewende, Landwirtschaft, Umwelt und ländliche Räume des Landes Schleswig-Holstein erklärt:
- 9130 Waldmeister-Buchenwälder
- 9160 Sternmieren-Eichen-Hainbuchenwälder
- 9180* Schlucht- und Hangmischwälder
- 91E0* Erlen-Eschen- und Weichholzauenwälder
- 1318 Teichfledermaus
- 1032 Bachmuschel
- 1084 Eremit (Käfer)
- 1166 Kammmolch
- 1016 Bauchige Windelschnecke

Aus den oben aufgeführten FFH-Erhaltungsgegenständen werden als FFH-Erhaltungsziele von Bedeutung die Erhaltung folgender Lebensraumtypen und Arten im FFH-Gebiet vom Ministerium für Energiewende, Landwirtschaft, Umwelt und ländliche Räume des Landes Schleswig-Holstein erklärt:
- 3150 Natürliche und naturnahe nährstoffreiche Stillgewässer mit Laichkraut oder Froschbiss-Gesellschaften
- 9110 Hainsimsen-Buchenwälder
- 1355 Fischotter
- 1149 Steinbeißer

## FFH-Analyse und Bewertung

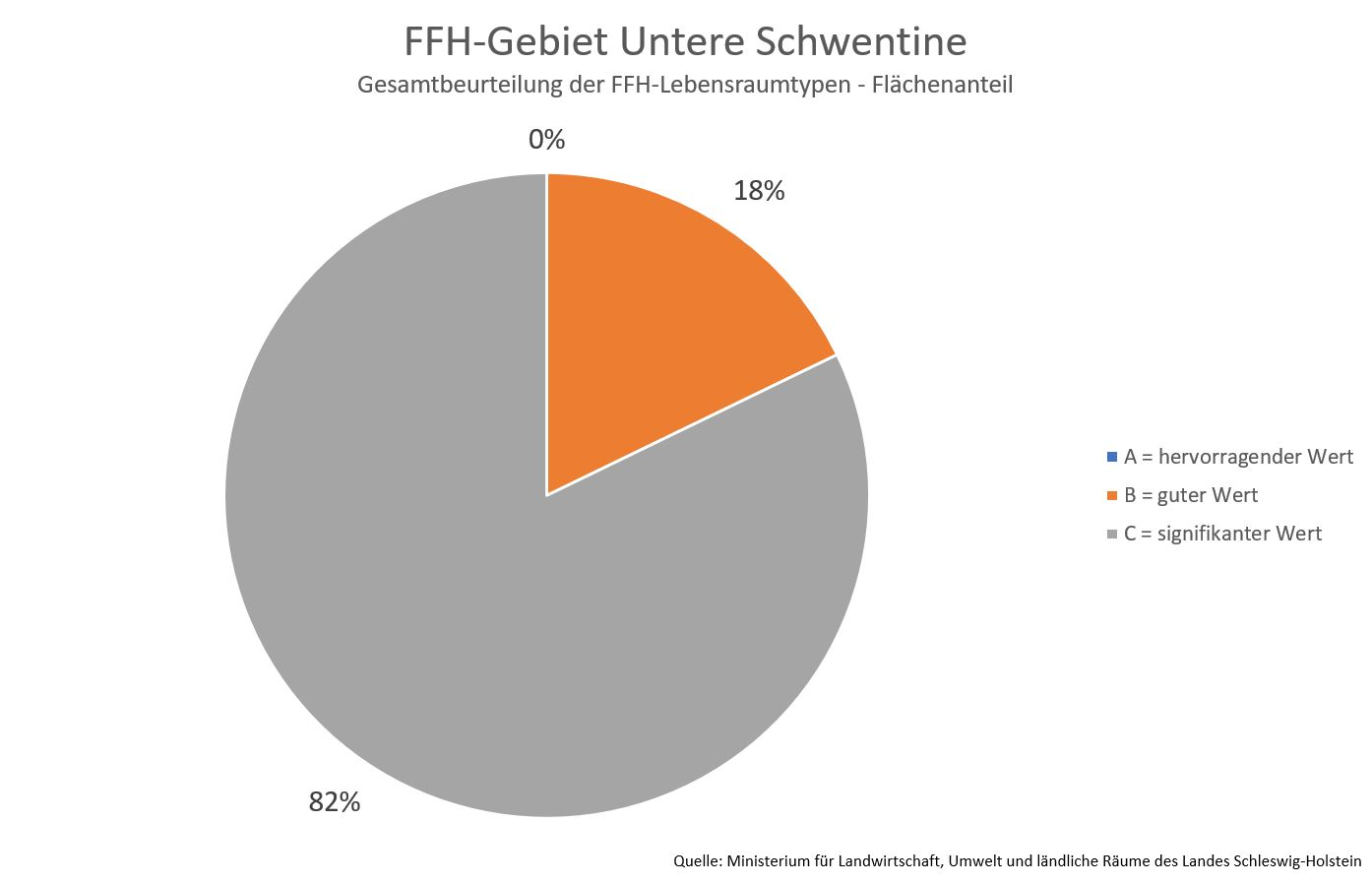
Diagramm 4ː Gesamtbeurteilung der FFH-Lebensraumtypen im FFH-Gebiet Untere Schwentine

Das Kapitel FFH-Analyse und Bewertung im Managementplan beschäftigt sich unter anderem mit den aktuellen Gegebenheiten des FFH-Gebietes und den Hindernissen bei der Erhaltung und Weiterentwicklung der FFH-Lebensraumtypen und Arten. Die Ergebnisse fließen in den FFH-Maßnahmenkatalog ein.
Der FFH-LRT 91E0* Erlen-Eschen- und Weichholzauenwälder befindet sich vorherrschend im nördlichen Teilgebiet ab der Rastorfer Mühle bis zum Nordende das FFH-Gebietes und hat eine gute Gesamtbeurteilung bekommen. Das Gleiche gilt für die noch größeren Flächen des FFH-LRT 9130 Waldmeister-Buchenwälder. Der von der Größe her an dritter Stelle vertretene FFH-LRT 3150 Natürliche und naturnahe nährstoffreiche Stillgewässer mit Laichkraut oder Froschbiss-Gesellschaften dagegen hat keine gute Bewertung erhalten und besteht im Wesentlichen aus dem am Schwentine E-Werk 2 aufgestauten Teil der Schwentine, dem Rosensee.
Die im FFH-Gebiet ausgewiesenen FFH-LRT-Flächen haben zu knapp einem Fünftel eine gute und für den Rest eine nicht gute Gesamtbewertung im SDB erhalten, siehe Diagramm 4. Hierbei handelt es sich bei den gut bewerteten Flächen ausschließlich um Waldlebensräume. Die Fläche der Schwentine selbst, bis auf den Rosensee, ist keinem FFH-Lebensraumtyp zugeordnet. Ein Grund kann darin liegen, dass für die Bewertung des Erhaltungszustandes neben der Bewertung gemäß der FFH-Richtlinie die Einhaltung der europäischen Wasserrahmenrichtlinie (WRRL) mit berücksichtigt werden muss. Gemäß der WRRL sollen alle größeren Gewässer in der Europäischen Union bis zum Jahre 2028 einen guten ökologischen und chemischen Zustand erreicht haben. Die Schwentine oberhalb des Rosensees gehört laut WRRL zum berichtspflichtigen Fließgewässer mit der Wasserkörperbezeichnung „Schwentine Oberhalb Rosensee (Fließgewässer)“ und der Kennung DERW_DESH_SW_33. Der ökologische Zustand dieses Wasserkörpers wird als „schlecht“  und der chemische Zustand als „nicht gut“ bewertet. Letzterer hat seinen Grund in der Überschreitung der Grenzwerte für Bromierte Diphenylether (BDE), Quecksilber und Quecksilberverbindungen. Der Wasserkörper unterhalb des Rosensees hat die Wasserkörperbezeichnung „Schwentine bei Klausdorf (Fließgewässer)“ und die Kennung DERW_DESH_SW_13_B. Der ökologische Zustand dieses Wasserkörpers wird als „unbefriedigend“  und der chemische Zustand als „nicht gut“ bewertet. Letzterer hat seinen Grund in der Überschreitung der Grenzwerte für Bromierte Diphenylether (BDE), Quecksilber und Quecksilberverbindungen.
Die Mehrzahl der Waldgebiete im FFH-Gebiet werden nach dem Vertragsmuster „Vertragsnaturschutz im Wald“ bewirtschaftet. Die feuchten Grünflächen im FFH-Gebiet von Preetz zur Siedlung Lange Reihe und vom Heegholz bis kurz vor der Brücke der B 502 über die Schwentine werden nach dem Vertragsmuster „Vertragsnaturschutz Weidewirtschaft Moor ohne Düngung“ betrieben.

## FFH-Maßnahmenkatalog

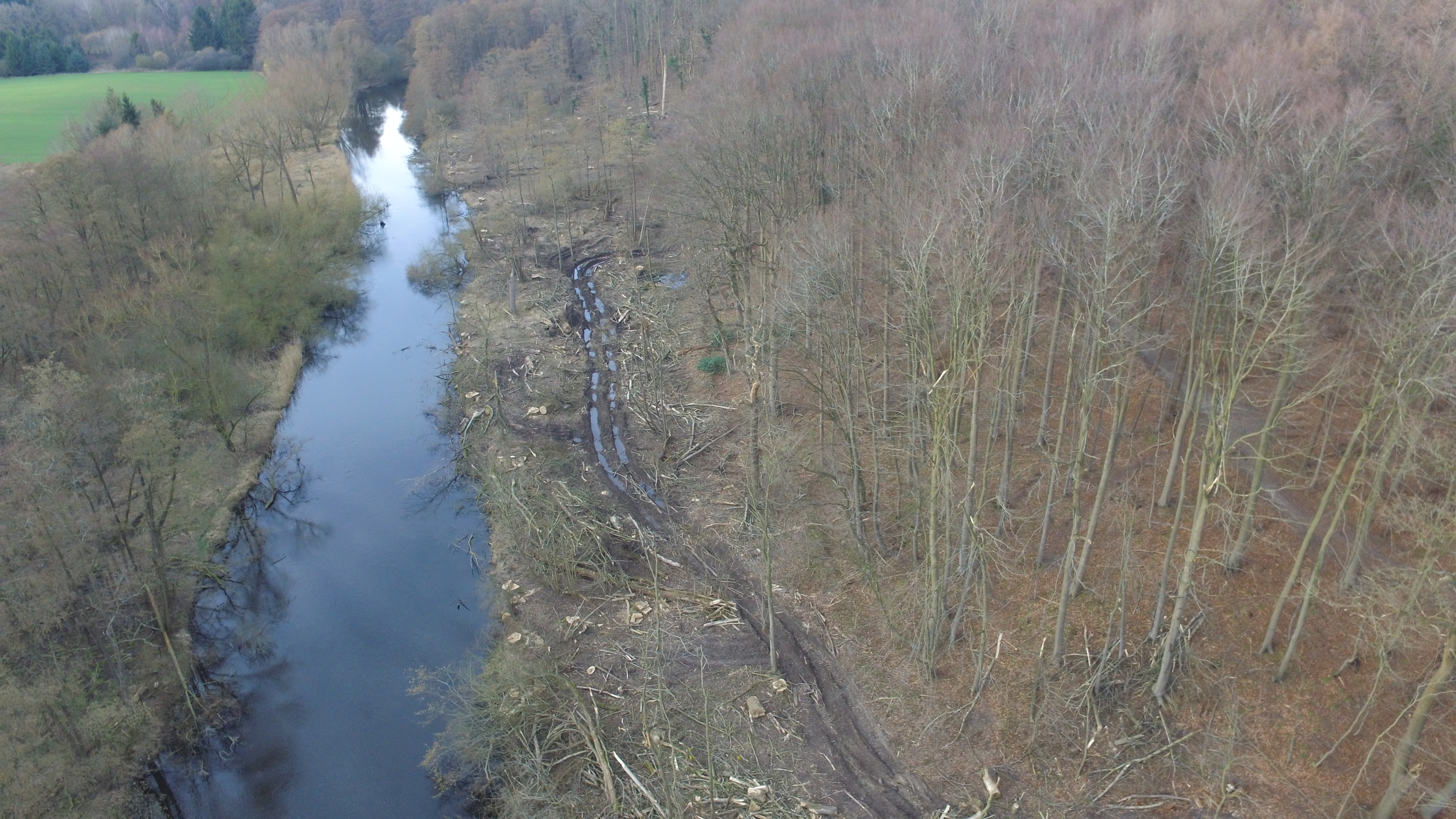
Kahlschlag im FFH-Gebiet Untere Schwentine im Heegholz bei Flüggendorf (2019)

Der FFH-Maßnahmenkatalog im Managementplan für das Teilgebiet Süd führt neben den bereits durchgeführten Maßnahmen geplante Maßnahmen zur Erhaltung und Entwicklung der FFH-Lebensraumtypen im FFH-Gebiet an. Die notwendigen Erhaltungs- und Wiederherstellungsmaßnahmen sowie die weitergehenden Entwicklungsmaßnahmen sind in jeweils einer Karte für den südlichen, den mittleren und den nördlichen Bereich des Teilgebietes Süd festgehalten. Zur Projektverfolgung sind diese auch tabellarisch in 25 Maßnahmenblättern festgehalten. Eine Schwerpunktmaßnahme ist die Anpflanzung von Habitatbäumen für den Eremitenkäfer am linken Schwentineufer im Stadtgebiet von Preetz und am rechten Ufer unweit vom Schloss Bredeneek.
Der FFH-Maßnahmenkatalog im Managementplan für das Teilgebiet Nord führt neben den bereits durchgeführten Maßnahmen geplante Maßnahmen zur Erhaltung und Entwicklung der FFH-Lebensraumtypen im FFH-Gebiet an. Die notwendigen Erhaltungs- und Wiederherstellungsmaßnahmen sowie die weitergehenden Entwicklungsmaßnahmen sind in jeweils einer Karte für den südlichen und den nördlichen Bereich des Teilgebietes Nord festgehalten. Zur Projektverfolgung sind diese auch tabellarisch in 36 Maßnahmenblättern festgehalten. Schwerpunktmaßnahmen sind die Anpflanzung von Habitatbäumen für den Eremitkäfer an der Schwentineschleife am rechten Ufer am Beginn des Rosensees und auf der gegenüberliegenden Seite der Waldumbau durch Entnahme von Nadelhölzern.

## FFH-Erfolgskontrolle und Monitoring der Maßnahmen
Eine FFH-Erfolgskontrolle und Monitoring der Maßnahmen findet in Schleswig-Holstein alle 6 Jahre statt. Die Ergebnisse des letzten Monitorings wurden am 27. Januar 2011 veröffentlicht.

## Bildergalerie

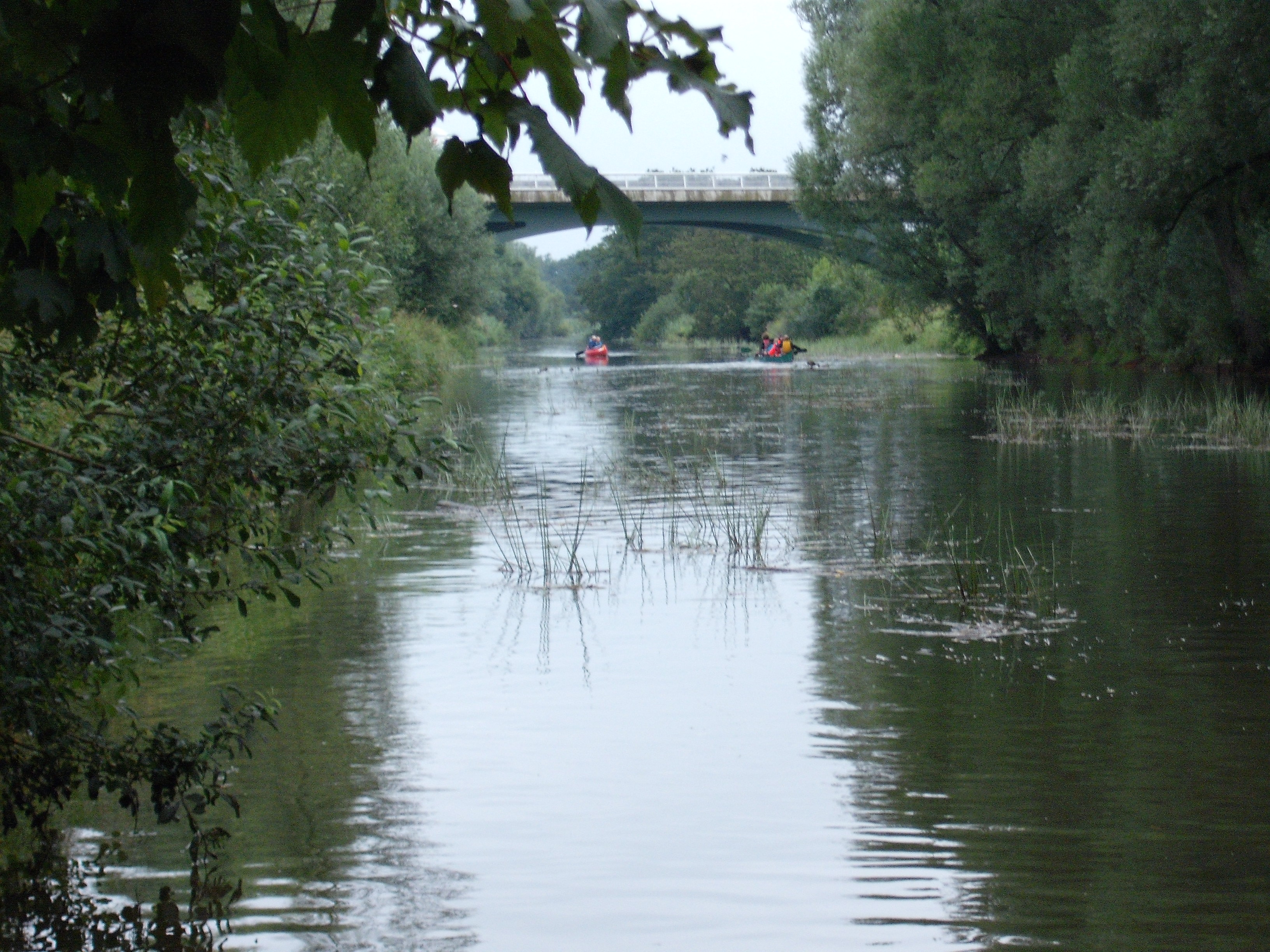
Brücke der B 76 über die Schwentine
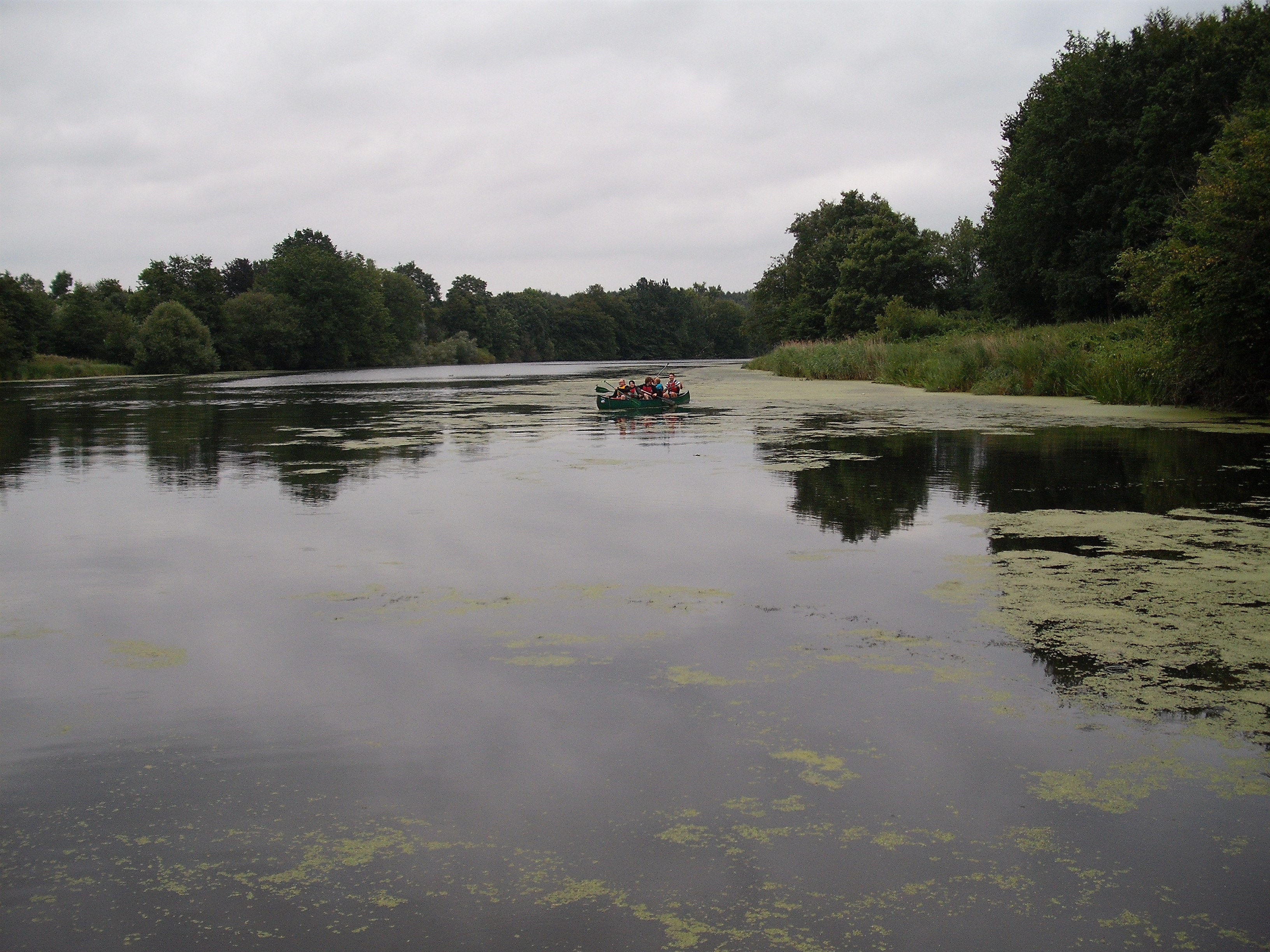
Bootsanlegestelle Rastorf
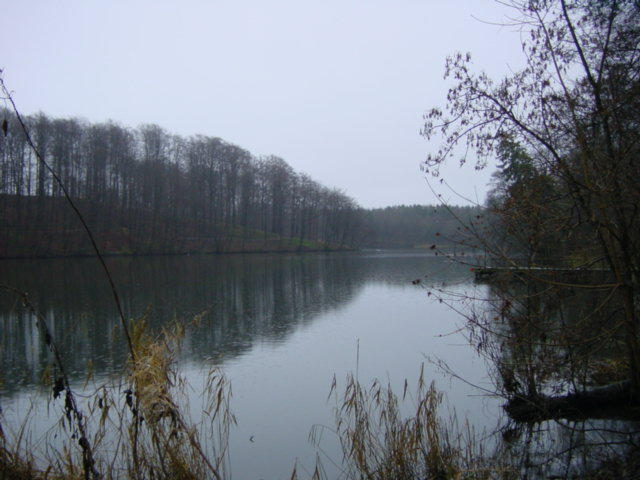
Rosensee in der Schwentine
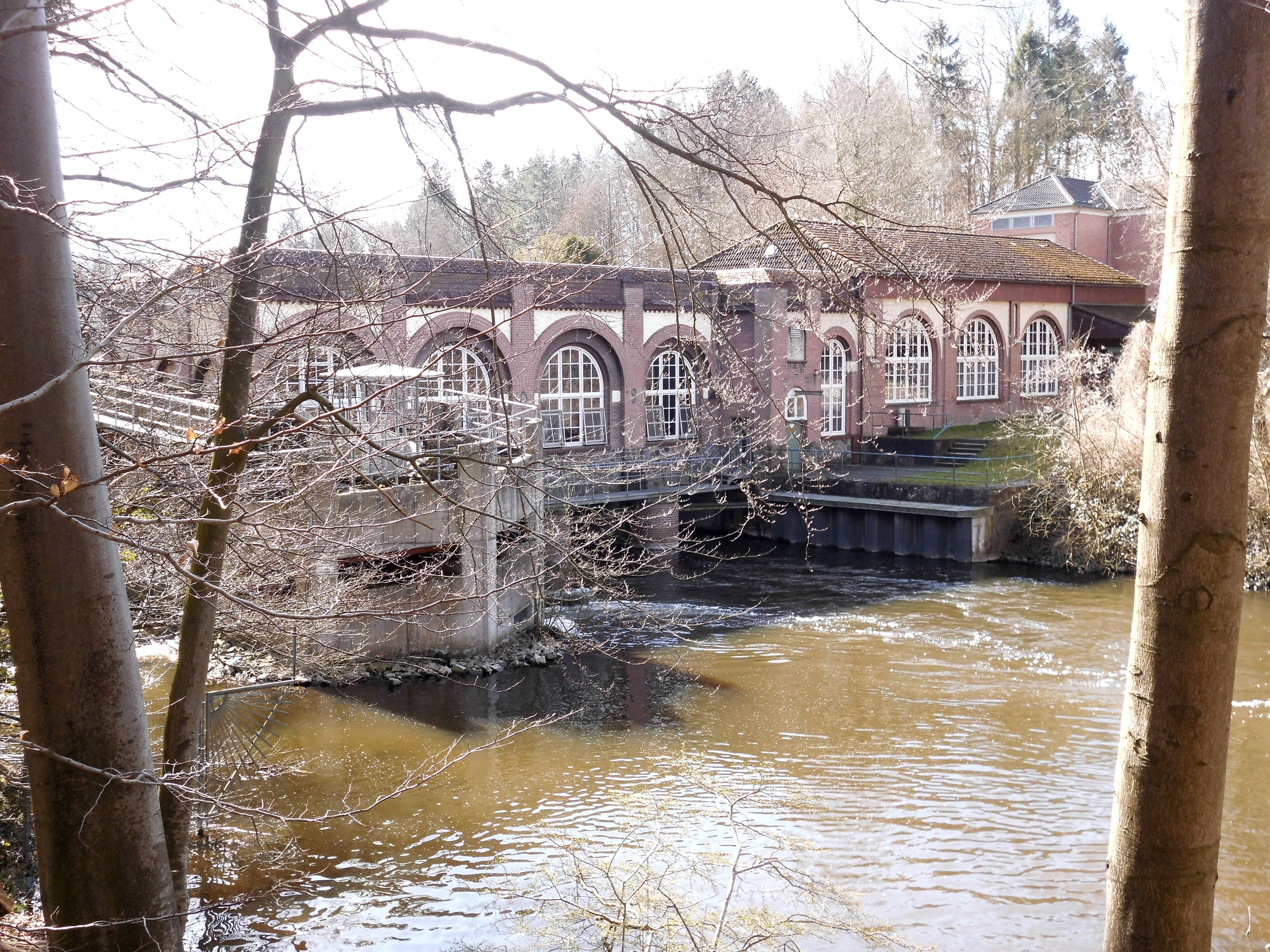
Wasserkraftwerk Schwentine II
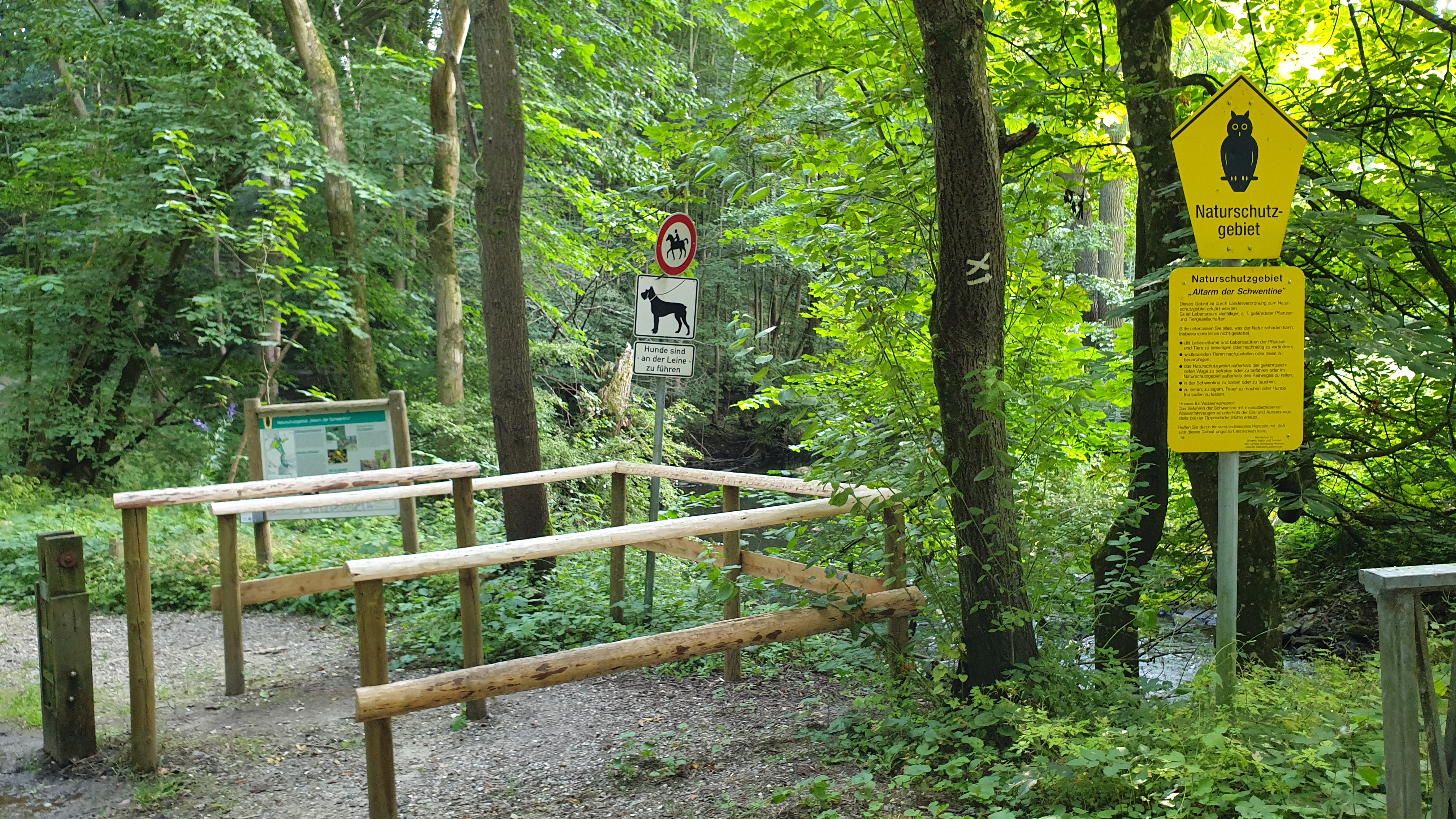
NSG Altarm der Schwentine
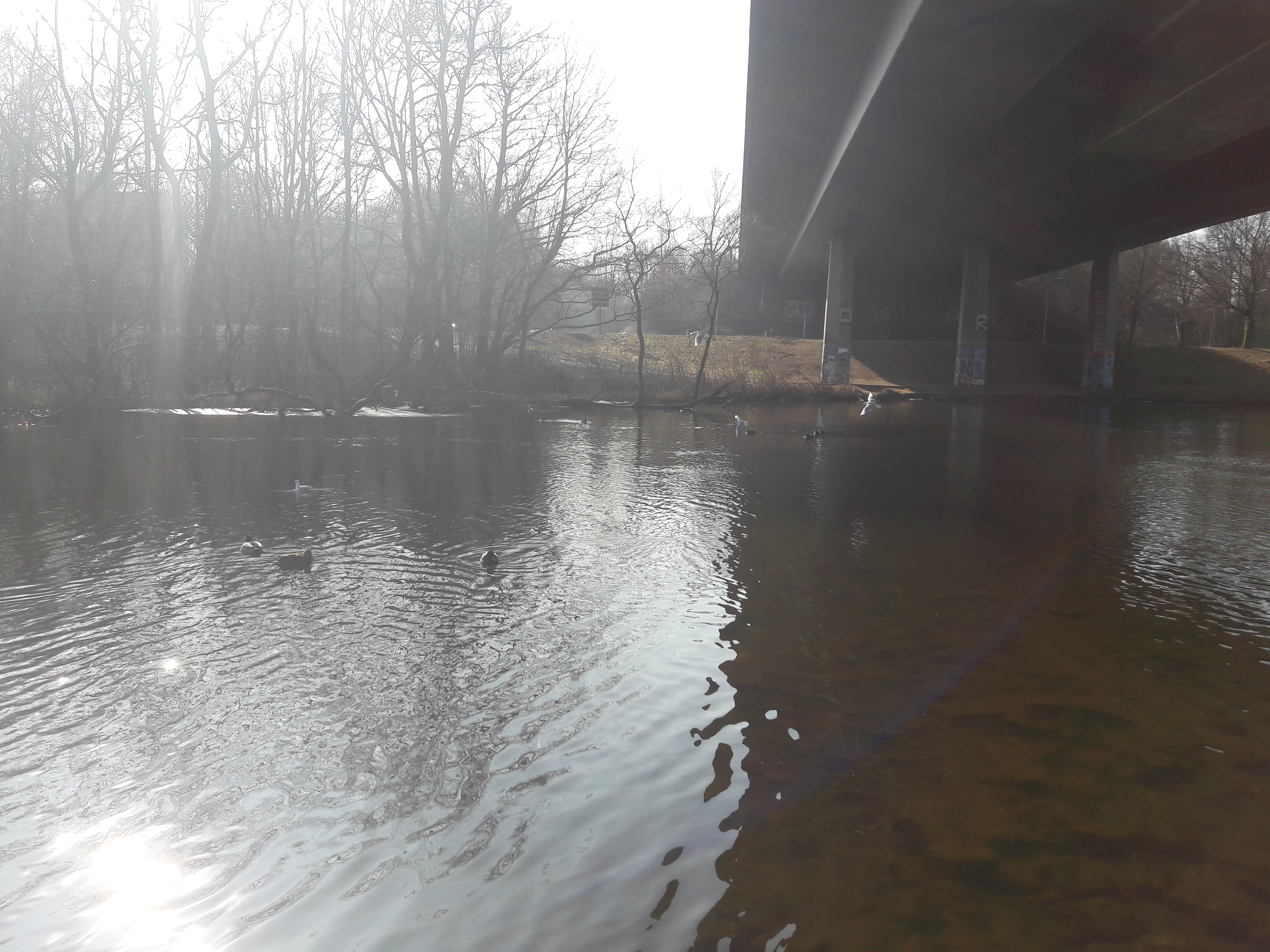
Brücke über die Schwentine am Kieler Ostring